# Bitwa pod Laon
Bitwa pod Laon – starcie zbrojne, które miało miejsce 9–10 marca 1814 roku podczas wojen napoleońskich.

## Wstęp
Koalicja antyfrancuska postanowiła dokonać inwazji na Francję, by już ostatecznie zakończyć wojnę. Po klęsce w Rosji w 1812 roku oraz po przegranej kampanii środkowoeuropejskiej w 1813 roku imperium Napoleona walczyło już tylko o przetrwanie.
W ostatnim tygodniu lutego 1814 roku, około miesiąca po rozpoczęciu inwazji sprzymierzonych na Francję, dowodzący rosyjsko-pruską armią (90 000 żołnierzy) feldmarszałek Blücher postanowił pójść bezpośrednio na Paryż. Drogę zagradzały mu jedynie dwa 10-tysięczne korpusy dowodzone przez Mortiera i Marmonta. Siły ich były stanowczo zbyt słabe, by powstrzymać Blüchera. Dlatego Napoleon z około 30 000 żołnierzy szybkim marszem przemieszczał się na zachód, licząc, że uda mu się zatrzymać rosyjsko-pruską armię nad Marną.
Blücher w końcu lutego i na początku marca zaatakował korpusy Marmonta i Mortiera nad rzeką Ourcq, jednak bez powodzenia. Gdy dowiedział się o marszu Napoleona, wycofał się na północ, by przegrupować siły. Pruskie i rosyjskie wojska przeprawiły się przez wezbraną rzekę Aisne i 4 marca przybyły do Soissons. Tam Blücher ściągnął posiłki zwiększając swe siły do 100 000 żołnierzy. W bitwie pod Craonne 7 marca Napoleon atakował w kierunku zachodnim wzdłuż Chemin des Dames. Oskrzydlony Blücher został pobity i zmuszony do odwrotu na Laon.

## Pole bitwy
Blücher wybrał na miejsce walki okolice miasta Laon, gdyż leżało ono na ważnej drodze przemarszu i stanowiło jednocześnie świetne miejsce do obrony. Laon położony był na płaskim wzgórzu wznoszącym się około 100 metrów ponad otaczający go teren i do tego posiadającym strome zbocza. Od strony północnej kraj był płaską, bezdrzewną doliną, za to od południa teren był nierówny i gęsto porośnięty drzewami, przez co trudny do manewrowania. Wsie Ardon i Semilly, leżące tuż pod wzgórzem, były dobrymi punktami oparcia dla sił prusko-rosyjskich.

## Przygotowania
Blücher miał do dyspozycji 90 000 żołnierzy i 176 dział. Do obrony samego miasta Laon wyznaczył korpus generała Bülowa. Zachodnie skrzydło armii Blüchera obsadzone zostało przez rosyjski korpus Winzingerode’a, natomiast na wschodnim skrzydle stanęły dwa pruskie korpusy generałów Yorcka i Kleista. W odwodzie stanęły dwa korpusy rosyjskie dowodzone przez generałów Langerona i Osten-Sackena. Po zwycięstwie pod Craonne Napoleon ruszył z głównymi siłami na północny wschód w kierunku Laon, wydzielając przy tym korpus Marmonta liczący 10 000 żołnierzy, mający iść także na Laon, ale drogą przez Berry-au-Bac.

## Bitwa
Do pierwszego starcia doszło już wieczorem 8 marca, kiedy to francuska straż przednia na drodze z wioski Urcel do Soissons spędziła niewielki oddział rosyjski. We wczesnych godzinach 9 marca Francuzi wznowili swój marsz. O 17:30 przybyli pod Laon francuscy dragoni, jednak widząc, że przeciwnik nie dał się zaskoczyć, wycofali się pod silnym ogniem. Od godziny 19:00 Francuzi atakowali co jakiś czas prusko-rosyjskie pozycje w Ardon i Semilly. Niektóre oddziały Gwardii Cesarskiej (Garde impériale) zdołały nawet dotrzeć na szczyt wzgórza – zostały jednak wyparte.
O godzinie 11:00 mgła się podniosła i przed sztabem wojsk prusko-rosyjskich ukazało się całe pole bitwy.
Blücher, któremu wcześniej doniesiono o armii Napoleona, że liczyła aż 90 000 żołnierzy, aż dotąd niechętny był wszelkim pomysłom ataku. Sprzymierzeni, widząc, że armia francuska ma jedynie około 30 000 żołnierzy, dostrzegli szansę odniesienia decydującego zwycięstwa. Jednak wietrzący podstęp Blücher nie zdecydował się na generalny atak i rzucił do natarcia na lewe skrzydło Napoleona jedynie rosyjski korpus Winzingerode’a. Atak ten Francuzi odparli z łatwością.
Blücher zdecydował się teraz oddzielić zachodnie siły Napoleona od znajdującej się na wschodzie kolumny Marmonta. Zdecydowany atak sprzymierzonych doprowadził do zdobycia wioski Ardon, jednak zwycięska pruska brygada piechoty otrzymała rozkaz wstrzymania natarcia, gdyż Blücher obawiał się, że zostanie oskrzydlona od wschodu przez Francuzów. Wznowione około 21:00 francuskie ataki spowodowały, że we francuskie ręce dostała się wioska Clacy, która leżała na zachodnim skrzydle armii rosyjsko-pruskiej. Tak więc pierwszy dzień walk dobiegł końca, a Laon wciąż znajdowało się w rękach armii sprzymierzonych.
W międzyczasie, o godzinie 5:00 9 marca wojska Marmonta zaatakowały wioskę Athies, wypierając stamtąd pruskie posterunki. Następnie Marmont wysłał pod wodzą pułkownika Fabviera 1000 żołnierzy, by nawiązać kontakt z resztą sił Napoleona.
Blücher i Gneisenau usłyszeli odgłos walk na wschodzie i nakazali wykonanie w tym kierunku potężnego kontrataku w sile dwóch korpusów. Sprzymierzeni ogromną masą zwalili się na wojska Marmonta, zmuszając je do odwrotu. Korpus Marmonta od całkowitego zniszczenia uratowała inicjatywa pułkownika Fabviera, który widząc sytuację, zdecydował się zawrócić. Ponadto oddział 125 gwardzistów powstrzymał kawalerię sprzymierzonych, która została wysłana, by odciąć wycofującym się Francuzom drogę odwrotu. Marmont uratował swój korpus, poniósł jednak bardzo ciężkie straty – 3500 żołnierzy i 45 dział.
O północy 10 marca Blücher zdecydował się na śmiały manewr oskrzydlający, mający na celu zmiażdżenie armii francuskiej Jednak chory Blücher poczuł się tego dnia jeszcze gorzej, więc kierownictwo nad całością sił sprzymierzonych objął Gneisenau, który zaniechał odważnego planu Blüchera i postanowił pozostać na dotychczasowych stanowiskach i bronić dostępu do Laon. Francuzi przeprowadzili jeszcze kilka bezskutecznych ataków, po czym Napoleon późną nocą nakazał swej armii odwrót. Łącznie w bitwie Francuzi stracili 6500 żołnierzy, a Rosjanie i Prusacy – 4000 żołnierzy.

## Po bitwie
Ta porażka nie zapowiadała jeszcze ostatecznej klęski Napoleona. Już kilka dni później Francuzi zniszczyli wydzielony korpus rosyjsko-pruski pod Reims. Natomiast zwycięska armia Blüchera jeszcze tydzień po bitwie stała bezczynnie i dopiero w końcu marca na nowo podjęła marsz w kierunku Paryża.